# Heide Barmeyer
Heide Barmeyer-Hartlieb (* 19. Oktober 1940 in Detmold) ist eine deutsche Historikerin. Ihre Forschungsschwerpunkte sind die neuere Geschichte und die Regionalgeschichte Westfalens und Lippes.

## Leben
Heide Barmeyer kam am 19. Oktober 1940 in Detmold zur Welt. Ihr Vater war der Gymnasiallehrer Ernst Barmeyer (1911–1945). Sie besuchte das Detmolder Mädchengymnasium und schloss dieses 1960 mit dem Abitur ab. Anschließend studierte sie von 1960 bis 1966 in Münster, Tübingen und Göttingen Geschichte, Anglistik und Soziologie. 1966 legte sie ihr Staatsexamen ab, 1969 wurde sie an der Universität Göttingen bei Wilhelm Treue mit der Dissertation Andreas Hermes und die Organisation der deutschen Landwirtschaft: Christliche Bauernvereine, Reichslandbund, Grüne Front, Reichsnährstand 1928–1933 promoviert. Ab 1970 war Barmeyer als wissenschaftliche Assistentin, akademische Rätin (1971) und Oberrätin (1975) an der Universität Hannover tätig, wo sie sich 1977 mit der Arbeit Hannovers Eingliederung in den preußischen Staat. Annexion und administrative Integration 1866–1868 habilitierte. Seit 1982 war sie außerplanmäßige Professorin. Sie wurde 2006 emeritiert.
Sie war von 1979 bis zu seinem Tod 2011 mit dem Historiker Alfred Hartlieb von Wallthor verheiratet.
Heide Barmeyer hat aufgrund einer testamentarischen Verfügung im Jahr 1997 am Gymnasium Leopoldinum die Karl-Doerth-Stiftung (seit 2012 Barmeyer-Doerth-Stiftung) gegründet, um Schüler mit besonderen Leistungen zu fördern und auszuzeichnen.
Barmeyer ist seit 2004 stellvertretende Vorsitzende des Lippischen Heimatbundes. Weiterhin ist sie u. a. Mitglied der Historischen Kommission für Niedersachsen und Bremen, des Historischen Vereins für Niedersachsen, der Preußischen Historischen Kommission, der Arbeitsgemeinschaft zur Geschichte Preußens, des Naturwissenschaftlichen und Historischen Vereins für das Land Lippe und der Vereinigung für Verfassungsgeschichte.

## Schriften
- mit Hermann Niebuhr, Michael Zelle (Hrsg.): Lippische Geschichte. 2 Bände, Imhof, Fulda 2019.
- Der Oberpräsident Vincke als Präsident des Westfälischen Konsistoriums in den kirchenpolitischen Auseinandersetzungen in Preußen 1815–1834/35. Aschendorff, Münster 1991.
- Hannovers Eingliederung in den preußischen Staat. Annexion und administrative Integration 1866–1868. Lax, Hildesheim 1983.
- Andreas Hermes und die Organisation der deutschen Landwirtschaft. Christliche Bauernvereine, Reichslandbund, Grüne Front, Reichsnährstand 1928–1933. Fischer, Stuttgart 1971.